# Nançay
Nançay es una comuna y localidad de Francia situada en el departamento del Cher y en la región región Centro.

## Geografía
La ciudad está situada al sur de la Sologne y al noreste de Vierzon.

## Historia
Su nombre viene de Nanciacos y aparece por primera vez en 1010 (actas del abate Engilbert). El territorio pertenece sucesivamente al conde de Sancerre, después al dominio de La Châtre. Juana de Arco pasó por allí, dejando su nombre a la Fuente de la doncella.
Su castillo data del siglo XV y ha sido resconstruido durante el Renacimiento.

## Administración
Liste de Alcaldes sucesivos:
- (marzo de 2001-) Élie Piquois de Montenay

## Demografía
| 768 | 753 | 698 | 748 | 784 | 738 |
| Para los censos de 1962 a 1999 la población legal corresponde a la población sin duplicidades (Fuente: INSEE [Consultar]) |     |     |     |     |     |

## Lugares de interés y monumentos
- la Estación de radioastronomía, con el gran radiotelescopio inaugurado par Charles de Gaulle en 1965 y el radioheliógrafo (32 antenas de 5 m de diámetro) así como la red decamétrica (144 antenas sobre 10 000 m²). El terreno fue escogido en 1953 por la Escuela Normal Superior debido a su tamaño, su relativa proximidad a París y la ausencia de tejido industrial que pudiera generar señales parásitas. El lugar incluye también instalaciones pedagógicas, entre las que se encuentra un planetario de 40 plazas.

- castillo privado construido sobre cimientos del siglo XV, reconstruido en el Renacimiento y posteriormente en 1848.
- Iglesia de Saint-Laurian, construida en 1624, reedificada en el siglo XIX tras haber sido destruida por un incendio.

- Galería Capazza, galería internacional de arte contemporáneo, clasificada como monumento histórico y creada en 1975 por Gérard y Sophie Capazza.

## Gastronomía
- las galletas sablés, creadas en 1953 debido a un error de receta por Jacques y Albert Fleurier.

## Personalidades vinculadas con la comuna
- Alain-Fournier vivió allí y describió el pueblo en su novela le Grand Meaulnes.